# Pane all'uvetta
Il pane all'uvetta è un tipo di pane dolce contenente uva passa e aromatizzato con cannella. È "solitamente preparato con farina bianca o pane per pasta all'uovo". Oltre alla farina bianca, il pane all'uvetta viene prodotto anche con altre farine, come quella multiuso, quella d'avena o quella integrale. Alcune ricette includono miele, zucchero di canna, uova o burro. Le varianti della ricetta includono l'aggiunta di noci, nocciole, noci pecan. Se viene consumato come dessert può essere accompagnato da rum o whisky.
Il pane all'uvetta viene consumato in molte forme diverse, e può, ad esempio, venire tostato per accompagnare la colazione o trasformato in sandwich. Alcuni ristoranti servono il pane all'uvetta assieme ai loro formaggi.

## Storia
Secondo una popolare tradizione di Concord, nel Massachusetts, l'invenzione del pane all'uvetta sarebbe da attribuirsi a Henry David Thoreau. Tuttavia, tale teoria si è rivelata errata in quanto erano già state pubblicate ricette per il pane con l'uvetta sin dal 1671. Esistono inoltre vari antecedenti del pane all'uvetta risalenti al quindicesimo secolo, quando venivano preparati in Europa diversi pani dolci contenenti uva passa. In Germania veniva preparato lo Stollen, un dolce natalizio, in Russia era popolare il kulič, un pane pasquale, mentre in Italia veniva preparato il panettone. La prima menzione di un "pane all'uvetta" da parte dell'Oxford English Dictionary proviene da un articolo del 1845 contenuto nel Blackwood's Edinburgh Magazine. In Inghilterra, durante la seconda metà del diciannovesimo secolo, il pane all'uvetta divenne un alimento comune per accompagnare i tè pomeridiani. Negli anni venti, il pane all'uvetta venne pubblicizzato come "Il pane di ferro", a causa dell'elevato contenuto di ferro dell'uvetta. Il pane dolce divenne sempre più popolare tra i fornai inglesi durante gli anni sessanta.

## Varianti
Le versioni europee del pane all'uvetta includono il kringel estone e il vianocka sloveno. Un dolce simile è il challah con l'uva passa, un cibo ebraico tradizionale consumato durante lo Shabbat e i periodi di vacanza. È stato suggerito che i biscotti Garibaldi fossero basati su un pane all'uvetta che veniva mangiato dalle truppe del generale italiano Giuseppe Garibaldi.

## Produzione
Il Code of Federal Regulations degli Stati Uniti specifica le norme che deve rispettare il pane all'uva prodotto nel paese. Ciò include il requisito che il peso dell'uva passa sia pari al 50% del peso della farina usata. Il pane all'uvetta è uno dei cinque tipi di pane per i quali sono stati delineati gli standard federali.

## In cosmologia
I modi in cui l'uvetta individuale si muove durante l'innalzamento e la cottura del pane sono stati presi ad esempio per spiegare l'espansione dell'universo.